# Červený koberec

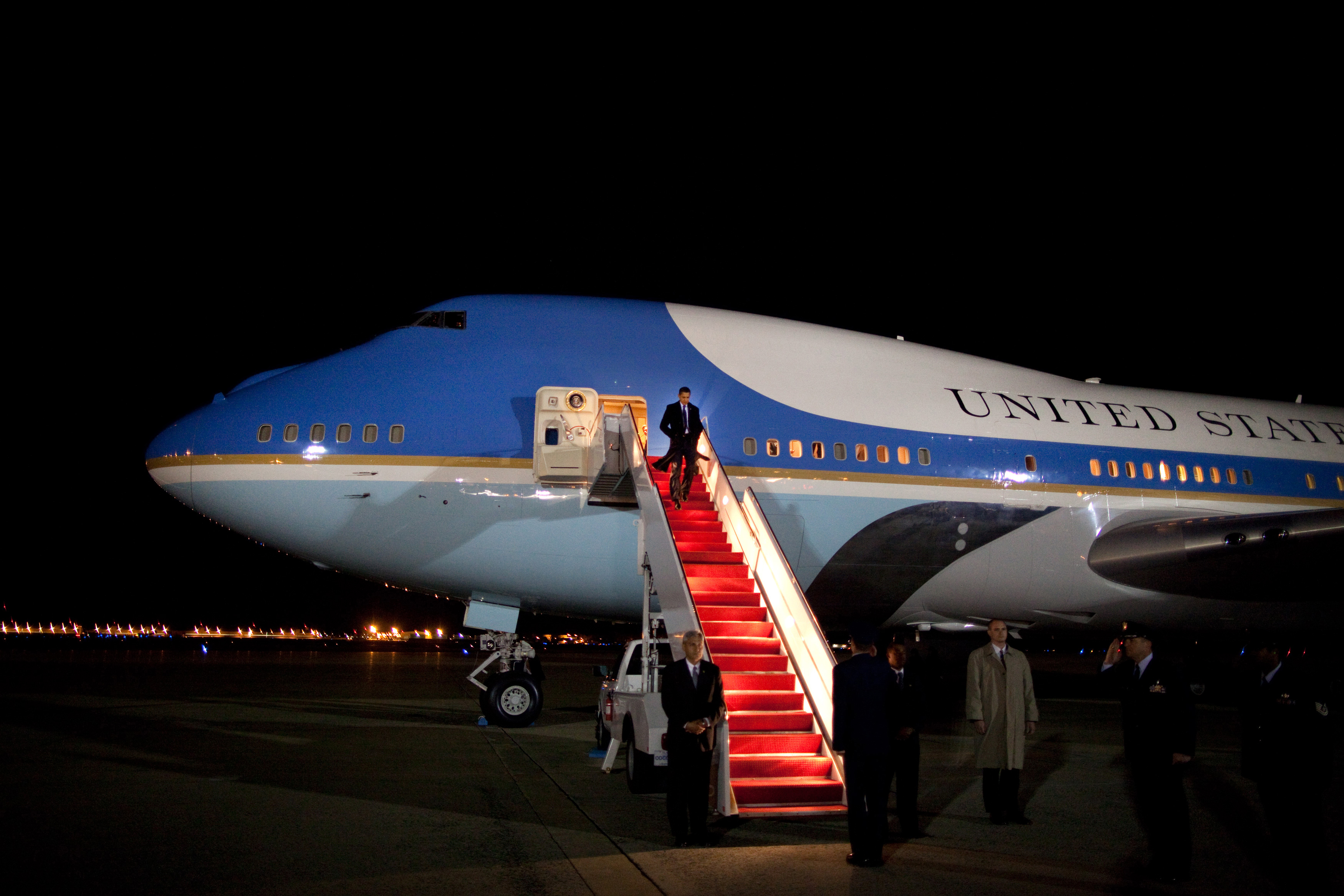
Prezident Barack Obama opouští Air Force One na červeném koberci

Červený koberec (angl. Red carpet) se tradičně používá k vyznačení trasy, po které se pohybují hlavy států při slavnostních a formálních příležitostech, a v posledních desetiletích se rozšířil i na VIP osoby a celebrity při formálních událostech.

## Historie

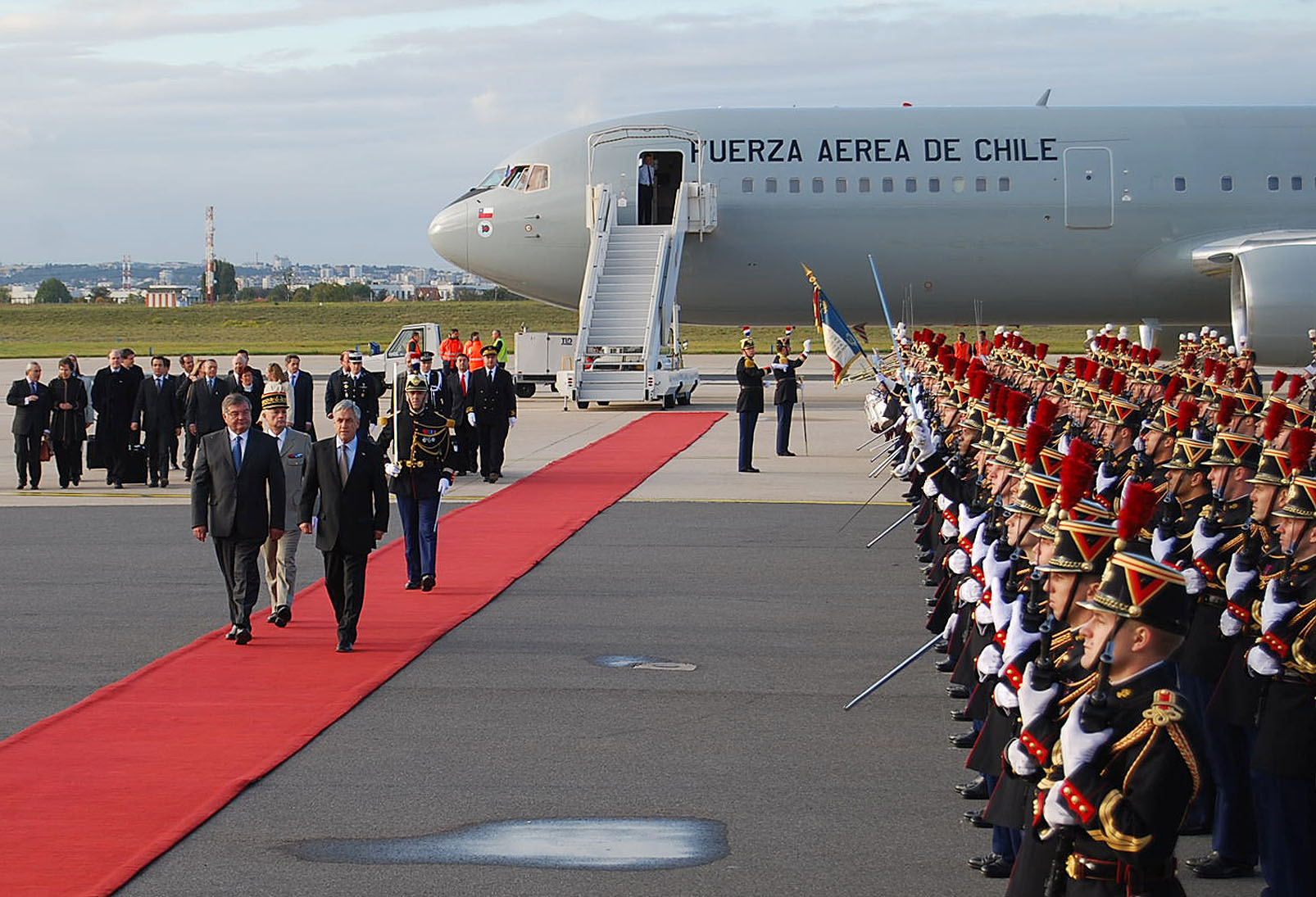
Chilský prezident Sebastián Piñera při příjezdu do Paříže v říjnu 2010

Nejstarší známá zmínka o chůzi po červeném koberci v literatuře se nachází v Aischylově hře Agamemnón, napsané v roce 458 př. n. l. Když se titulní hrdina vrací z Tróje, vítá ho jeho žena Klytemnestra, která mu nabídne červenou stezku, po níž má jít: „Nyní, nejdražší manželi, pojď, sesedni ze svého vozu. Ale nestav na zem, můj pane, vítěznou nohu, která Tróju rozdupala. Služebníci, udělejte, co vám bylo přikázáno; pospěšte si, kobercem karmínovým mu cestu vyložte, hedvábí před nohama svého pána rozprostřete; sama Spravedlnost ho povede do domova, v nějž nikdy nedoufal.“ Agamemnón, který ví, že po takovém přepychu chodí jen bohové, reaguje s obavami: „Jsem smrtelník, člověk; nemohu šlapat po těchto barevných skvostech, aniž by mi do cesty byl vržen strach“ (Phillip Vellacott, Orestejská trilogie, Penguin 1973).
Orientální koberce v renesančním malířství často zobrazují vzorované koberce a předložky, jejichž hlavní barvou pozadí je často červená, položené na schodech k trůnu nebo na pódiu, kde jsou umístěni panovníci nebo posvátné postavy.
Červený koberec byl rozvinut k řece, aby přivítal příjezd prezidenta Spojených států Jamese Monroea v roce 1821. V roce 1902 začala New York Central Railroad používat plyšové karmínové koberce k usměrňování lidí při nástupu do osobního vlaku 20th Century Limited. To je považováno za původ slovního spojení „red-carpet treatment“.

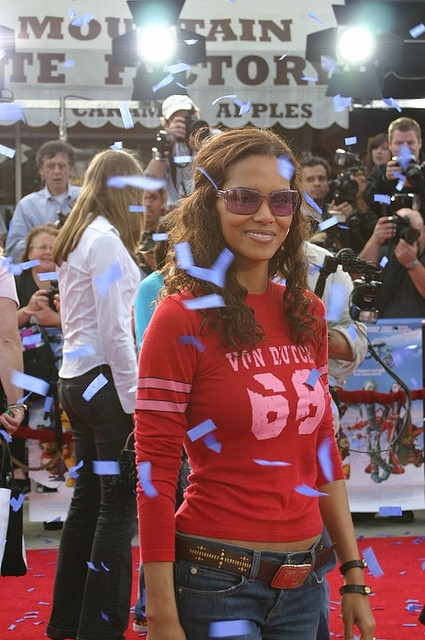
Halle Berry na premiéře filmu Roboti

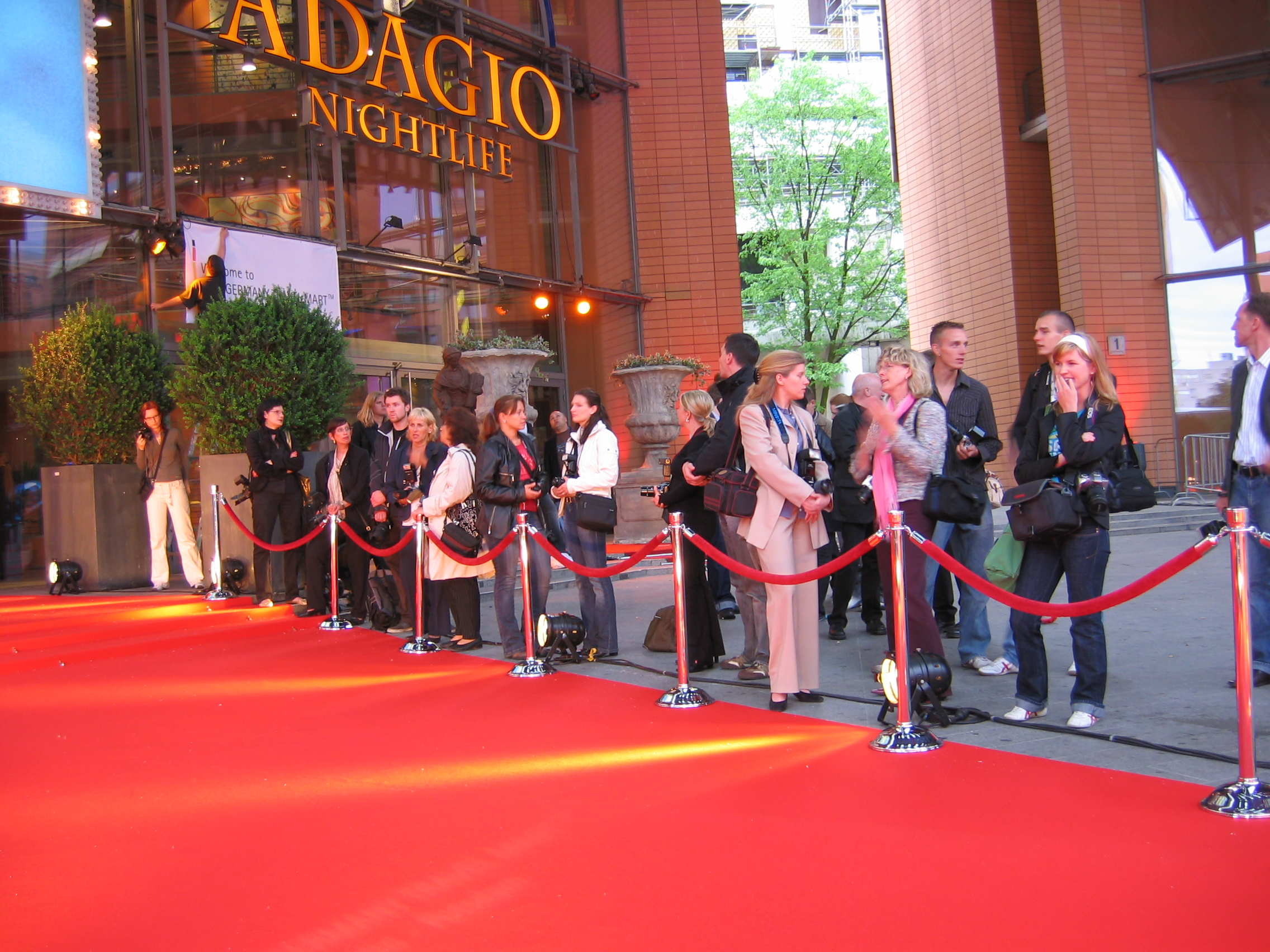
Fotoreportéři čekají na příchod hvězd na červený koberec

Koncem 20. let 20. století se červený koberec stal synonymem pro Hollywood a filmové premiéry. Karmínově zbarvený koberec byl použit při vůbec první hollywoodské premiéře, premiéře filmu Robin Hood s Douglasem Fairbanksem v hlavní roli v roce 1922 před Egyptian Theatre. Po následující desetiletí byl červený koberec jedním z mála míst, kde mohli diváci zahlédnout hvězdy jako Clark Gable, Jimmy Stewart a Grace Kellyová.
V roce 1961 byl červený koberec zaveden při předávání cen Oscara (Academy Awards) v sále Santa Monica Civic Auditorium. V roce 1964 se vysílatelé ceremoniálu rozhodli natáčet před místem konání a ukazovat příjezd hostů při jejich vystupování z limuzín. Od tohoto okamžiku se červený koberec stal celosvětově uznávaným ústředním bodem pro herce a herečky, kteří se na předávání Oscarů slavnostně objevovali a předváděli.

## Akce pro veřejnost
Červený koberec se používá také při slavnostních ceremoniálech, jako jsou udílení cen Oscar, Zlatý glóbus, Grammy, Met Gala a BAFTA. Zatímco předávání cen probíhá uvnitř, většina publicity a vzrušení se odehrává venku, kde novináři diskutují o módě na červeném koberci (Red carpet fashion), o tom, jaké návrháře mají které hvězdy na sobě, a fotografové pořizují snímky. V současné době se jedná o velkolepou mezinárodní arénu pro uvádění novinek na trh, která má pro módní průmysl velký význam. Červené koberce jsou často spojeny s reklamními kulisami (Step and repeat), které obsahují loga nebo emblémy značek pro účely fotografování.
V některých případech mohou červenou barvu nahradit koberce v jiných barvách, aby se uctila určitá věc nebo sponzorovaná událost, barvy loga sponzora, například „zelený koberec“ na podporu povědomí o životním prostředí, nebo se při udílení cen Nickelodeon Kids' Choice Awards používá oranžový koberec, který se hodí k hlavní barvě obrazu sítě. Společnost MTV používá pro své MTV Video Music Awards koberec modré barvy. V roce 2019 byl při premiéře filmu Detektiv Pikachu použit žlutý koberec, aby odpovídal barvě hlavní postavy. V roce 2020 byl při premiéře filmu Ježek Sonic (Sonic the Hedgehog) použit modrý koberec.
V některých zemích, například v Jihoafrické republice a na Filipínách, je pro členy parlamentu a další hosty, kteří vstupují na společné zasedání, položen červený koberec, který umožňuje politikům předvést svou společenskou eleganci. 

## Fráze
Obecněji se pojmy „jednání na červeném koberci“ (red carpet treatment) a „rozvinutí červeného koberce“ (rolling out the red carpet) obvykle vztahují k jakémukoli zvláštnímu úsilí vynaloženému v zájmu reprezentativnosti. 

## Salónky leteckých společností
Společnost United Airlines provozuje na hlavních letištích řadu letištních salonků, které byly dříve známé jako „Red Carpet Clubs“. 